# Järnvägsbyggnadsstaten
Järnvägsbyggnadsstaten war eine schwedische staatliche Behörde zur Überwachung, Bau und Instandhaltung der Eisenbahngebäude des Staates.
Die Behörde wurde von König Oskar I. eingerichtet, der Oberst Nils Ericson am 22. Januar 1855 als Leiter der Behörde einsetzte. Diese Funktion übte er bis zu seinem Rücktritt 1862 aus.
1863 wurde die Bezeichnung der Behörde in Styrelsen öfver statens järnvägsbyggnader (deutsch Verwaltung der staatlichen Eisenbahngebäude) umbenannt. Da in den folgenden Jahren die Bautätigkeit bei den Stammbahnen in Schweden bis auf die Stambanan genom övre Norrland weit fortgeschritten waren, wurde die Auflösung der Behörde angeordnet.
Dies erfolgte derart, dass 1883 die Aufgaben auf das dem Väg- och vattenbyggnadskåren (deutsch Straßen- und Wasserbaukorps) unterstellte Väg- och vattenbyggnadsstyrelsen (deutsch Straßen- und Wasserbaubehörde), das für Gebäude und Verkehr zuständig war, übergingen und daraus am 1. Oktober 1888 (nach anderer Quelle bereits am 1. Juni 1888) Kungliga Järnvägsstyrelsen, die spätere Sveriges Statsbanor entstand.